# Houdini (chanson de Dua Lipa)
Pour les articles homonymes, voir Houdini.
Singles de Dua Lipa
Dance the Night
(2023) Training Season
(2024)
Clip vidéo
[vidéo] « Houdini », sur YouTube
Houdini, stylisé en lettres minuscules, est une chanson de l’auteure-compositrice-interprète britannico-albanaise Dua Lipa. Co-écrite par Dua Lipa, Caroline Ailin, Tobias Jesso Jr., Danny L Harle et Kevin Parker, elle sort le 9 novembre 2023 en tant que premier extrait issu de son troisième album studio, Radical Optimism, distribué par le label Warner.
Composé avec un tempo similaire aux précédents singles de Dua Lipa, Houdini intègre des refrains et une transition instrumentale. Basé sur une mélodie exaltante et un rythme dansant, il traite du détachement émotionnel perçu sous les caractéristiques de l’illusionnisme, avec un ultimatum posé par la chanteuse et adressé à un potentiel amant, sous peine de disparition effective. Le titre fait référence au magicien Harry Houdini.
Les critiques musicales contemporaines réservent à Houdini un accueil favorable et des évaluations positives, félicitant le motif accrocheur de la chanson et la cohésion exercée par Dua Lipa vis-à-vis de ses précédents travaux. Inspiré par la vidéographie de Madonna et filmé dans un studio de danse à Londres au Royaume-Uni, le vidéoclip l’accompagnant est réalisé par Emmanuel Cossu et dévoilé simultanément. Il comptabilise à ce jour plus de 211 millions de lectures sur YouTube (juin 2025).

## Histoire

### Contexte
Au cours de l’année 2023, Dua Lipa laisse entendre que son troisième album studio exhibera une démarcation sonore qui s’éloignera de l’influence disco de Future Nostalgia (2020) pour se rapprocher davantage de la pop psychédélique des années 1970. Après la suppression de toutes ses photos sur Instagram en octobre 2023, la chanteuse poste un autoportrait avec des cheveux teints couleur bordeaux, affublé de la légende « miss me? ». Le 27 octobre, elle partage une photo agrandie de sa bouche, montrant en particulier une clé minuscule logée entre ses dents, accompagnée de la phrase « catch me or I go »,. En amont de la sortie du titre et dans un cadre promotionnel, elle remplace les pochettes de ses précédents albums par des versions kaléidoscopiques sur toutes les plateformes de téléchargement et d’écoute en ligne.
Le 31 octobre 2023, Dua Lipa publie un extrait du titre par le biais de ses nombreux profils sur les réseaux sociaux. Une combinaison réarrangée de chiffres présentés à la fin de cette bande-annonce donnait le mot « Houdini », en référence au nom du célèbre illusionniste décédé 97 ans plus tôt. Ses fans ont également fait le parallèle avec un morceau homonyme interprété par l’artiste britannique Kate Bush en 1982 et dont la pochette de l’album originel fait référence à l’univers d’Houdini, mettant en lumière une clé placée sur la langue de la chanteuse. En effet, il était de coutume pour la partenaire du magicien de lui délivrer la clé des menottes qu’il utilisait lors de ses représentations par le biais d’un baiser.
Le 1er novembre 2023, la chanteuse dévoile la pochette officielle accompagnant le single. Cet événement précédera le piratage de la chanson, qui sera partagée illégalement le 7 novembre 2023 à travers plusieurs sites Internet.

## Écriture et inspiration

### Style musical
Coécrit entre novembre 2022 et janvier 2023 par Dua Lipa, Caroline Ailin, Danny L Harle, Kevin Parker et Tobias Jesso Jr.,,, Houdini est un titre de musique pop orienté vers le mouvement néopsychédélique et chanté en anglais. Il incorpore différents styles dans son instrumentation, tels que l’electronica et le nu-disco. Côté technique, il se compose d’une mesure fréquente en 4/4, d’un tempo modéré de 117 pulsations par minute et d’une tonalité portée sur une clef en ré mineur. D’après Jem Aswad de Variety, la chanson fusionne « un rythme entraînant, une accroche de basse lancinante et des nappes de synthé très années 80 qui rappellent vaguement It's My Life des Talk Talk »,. Sur le plan contextuel, Houdini est un titre qui met au défi « un potentiel amant dans le but de retrouver sa conquête avant que celle-ci ne disparaisse en un instant, comme par magie »,.

### Composition
|  |

L’introduction de la chanson est ponctuée par des notes linéaires de synthétiseur et un solo de batterie, tandis qu’un bruitage de rire diabolique parsème l’instrumentation tout au long de l’outro, partageant ainsi des sonorités étroites avec Thriller de Michael Jackson. L’entièreté du texte chanté gravite autour d’une métaphore au magicien Harry Houdini et ses tours de prestidigitation pour mieux décrire la façon dont Dua Lipa s’évaporera si son potentiel objet d’intérêt reste indécis face aux sentiments qu’elle lui porte. À ce propos, la chanteuse raconte :

« Les paroles sont un peu insolentes, mais il y a un vrai message sous-jacent de compréhension de soi et de déculpabilisation par rapport à notre propre estime. Parfois, il suffit de faire comme Houdini et de laisser une situation insoluble derrière soi. »

— entretien pour Apple Music, novembre 2023
Au cours du premier couplet, la chanteuse fait référence au phénomène astronomique de l’éclipse solaire à travers les lignes : « Time is passin' like a solar eclipse / See you watchin' and you blow me a kiss ». Tout comme cet événement relativement éphémère, elle implique être à court de temps et urge son interlocuteur d’agir avec vélocité pour interférer avec elle. Bien que l’artiste mette en garde son prétendant qu’elle pourrait le remplacer en un clin d’œil, elle avoue dans la suite du refrain qu’elle est prête à changer ses habitudes et à tenir le coup, mais seulement si cette personne est digne de son attention, comme le démontre les lignes : « If you're good enough, you'll find the way / Maybe you could cause a girl to change her ways / Do you think about it night and day? / Maybe you could be the one to make me stay ».

## Accueil critique
Houdini reçoit majoritairement des critiques musicales positives venant de revues anglophones et francophones. Sophie Rosemont des Inrockuptibles laisse une évaluation favorable au titre, le décrivant comme rappelant « les heures les plus exaltantes de la pop eighties, ruptures rythmiques, affranchissement des codes de la pop song qui s’assume, complétant « qu’en plus de sa parfaite durée (trois minutes et cinq secondes), elle cultive avec malice la structure couplets-ponts-refrains ». Théo Saussard de Nylon (en) est d’avis qu’on « retrouve le son disco ultra catchy de Dua Lipa sur ce nouveau track, mais avec une tendance beaucoup plus space rock qui rappelle The Dark Side of the Moon de Pink Floyd ». À l’inverse, Théau Berthelot de Charts in France trouve que l’impact du single est « moins évident » en opposition à Don't Start Now, premier extrait du précédent album studio de la chanteuse, argumentant qu’Houdini « tourne malheureusement un peu en rond dans ses deux premières minutes avant d’exploser sur un final qu’on aurait aimé plus allongé ».
Helen Brown de l’Independent accorde à la chanson une note de cinq étoiles sur cinq, précisant que même si « les paroles sont un peu ridicules, (...) la musique pop n’est pas un moyen propice à la pédagogie - surtout lorsqu’on parle d’une chanteuse dont le tube Levitating la voyait rire au nez des lois de la pesanteur »,. Rhian Daly de NME lui décerne la note de quatre étoiles sur cinq, stipulant que « même si elle change de palette sonore, il y a une chose sur laquelle Dua vous prouvera sa cohérence : nous donner des chansons pleines de confiance qui nous aident à révéler les meilleures versions de nous-mêmes, même si cela ne dure que trois minutes »,. Laura Snapes du Guardian lui octroie la même note, estimant que la chanson est « férocement accrocheuse sans être brutale et fait un travail plus convaincant que Future Nostalgia en combinant son appréciation pour les sonorités rétro avec une composition pop à la pointe de la perfection ». Elle enchérît : « pour Dua Lipa, être une vedette de la pop reste clairement l’événement principal et Houdini ne semble présenter aucune menace à sa domination »,.
Selon Robin Murray, rédacteur pour Clash, la chanson est « truffée d’allusions lyriques et d’un étrange double sens » et met « Dua Lipa à son avantage : une vedette de la pop brillante, baignée de soleil, qui aspire à dominer de vastes territoires »,. Sur un ton plus nuancé, Shaad D'Souza de Pitchfork relève que la chanson n’a pas « inventé la poudre à canon », bien que « la production de Kevin Parker et Danny L Harle apporte un peu du dynamisme et d’étincelle loufoque qui manquaient aux morceaux de Dua Lipa jusqu’à présent »,.

## Performance commerciale
Houdini rencontre un démarrage commercial notoirement graduel, tout d’abord avec une entrée dans les palmarès cataloguant les meilleures ventes de singles en fonction de leurs passages dans les stations de radio et de leurs positions au sein même des classements hébergés sur les plateformes de téléchargement ou d’écoute en ligne. Quelques heures après son lancement, soit le 10 novembre 2023, Mediabase (en) recense un total de 280 passages pour la chanson, avec une part d’audience de 1 018 000 spectateurs touchés sur les ondes américaines, débutant ainsi à la 49e place du classement des singles en diffusion sur les stations de radio « pop » sur le territoire. Elle grimpe jusqu’à la 34e place un jour plus tard, avec une croissance fulgurante de 1 504 diffusions pour 5 716 000 auditeurs.

## Promotion
L’opération promotionnelle entourant le single devait initialement débuter le 5 novembre 2023, avec une interprétation en direct d’Houdini sur la scène des MTV Europe Music Awards. Toutefois, la performance en question ne se matérialisera pas à cause de l’annulation de la cérémonie. Elle sera finalement inaugurée le 9 novembre, avec une séquence filmée deux jours plus tôt pour la BBC Radio 1, mettant en scène Dua Lipa et l’animateur de radio britannique Greg James (en) dans les rues de Londres, au Royaume-Uni et durant laquelle des passants ont pu écouter la chanson avant sa parution.

## Clip vidéo

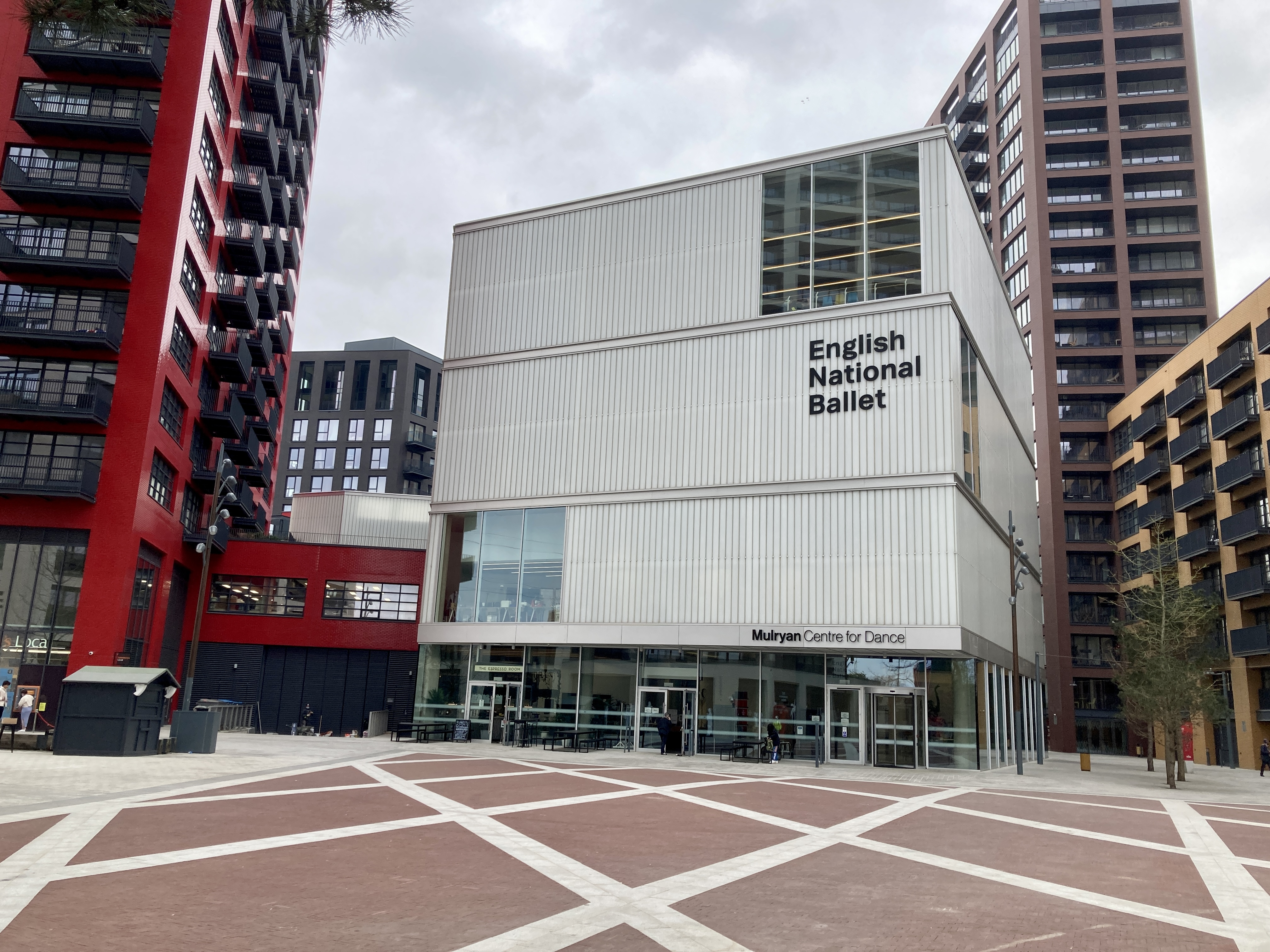
L’École Nationale de Ballet de Londres sert de lieu de tournage et d’avant-première au vidéoclip.

Réalisé par Emmanuel Cossu, le clip d’Houdini est projeté exclusivement le 9 novembre 2023 lors d’une diffusion sélective organisée par Warner à l’École Nationale de Ballet (en) à Londres, lieu ayant servi lui-même pour le tournage du projet. Près de 300 fans sont invités à cet événement, en présence de Dua Lipa, deux heures avant sa première mondiale sur toutes les plateformes de visionnage en ligne.
Filmé dans un studio de danse, il montre la chanteuse, arborant une chevelure teintée rouge bordeaux et vêtue d’un corset en tissu résille fabriqué par le couturier Dion Lee (en), d’un bas de survêtement façonné par la créatrice Martine Rose (en) et d’une paire de chaussures de sport issue de la collection Palermo de Puma. Elle se met à exécuter une chorégraphie élaborée face à une série de miroirs, avant qu’un groupe de danseurs exhibant la même couleur de cheveux qu’elle ne la rejoigne.

### Réception

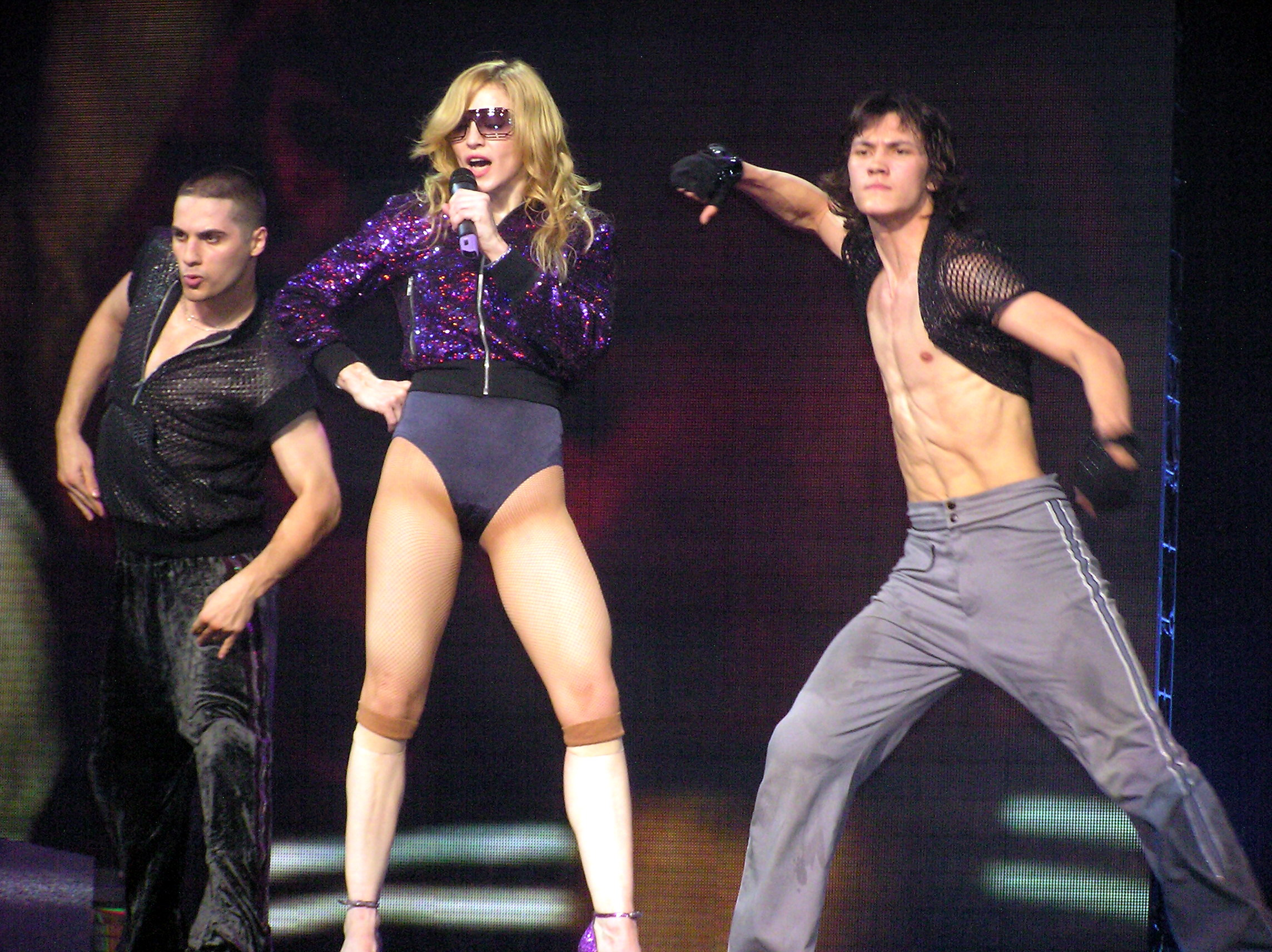
L’influence de Madonna sur le visuel et la chorégraphie d’Houdini est applaudi par les critiques.

La rédaction de Numéro complimente l’atmosphère générale du clip, rapportant qu’il évoque « le culte film Flashdance avec Jennifer Beals ou encore le clip Hung Up de Madonna ». Yamina Benchikh du HuffPost acclame la partie chorégraphique, laissant savoir que la chanteuse « n’a plus rien à prouver dans ce domaine ».

## Liste des pistes et formats
Format physique
| 1. | Houdini | 3:05 |

Format numérique
| 1. | Houdini | 3:05 |

| 1. | Houdini (Instrumental) | 3:05 |
| 2. | Houdini                | 3:05 |

## Crédits
| - Dua Lipa – chant, composition - Kevin Parker – chœurs, composition, production, arrangement, ingénierie sonore, programmation, guitare basse, batterie, clavier, percussion, effets audio - Danny L Harle – chœurs, composition, production, arrangement, synthétiseur, boîte à rythmes - Caroline Ailin – chœurs, composition, production vocale | - Tobias Jesso Jr. – chœurs, composition - Cameron Gower Pool – production vocale, ingénierie sonore - Josh Gudwin – mixage - Chris Gehringer (en) – matriçage |

Source :

## Classements, certifications et successions

### Classement hebdomadaire par pays
| Classement (2023-2024)                      | Meilleure position |
| ------------------------------------------- | ------------------ |
| Allemagne (GfK Entertainment)               | 9                  |
| Australie (ARIA)                            | 7                  |
| Autriche (Ö3 Austria Top 40)                | 14                 |
| Belgique (Flandre Ultratop 50 Singles)      | 1                  |
| Belgique (Wallonie Ultratop 50 Singles)     | 1                  |
| Canada (Hot 100)                            | 5                  |
| Danemark (Tracklisten)                      | 17                 |
| Espagne (PROMUSICAE)                        | 24                 |
| États-Unis (Hot 100)                        | 11                 |
| États-Unis (Dance/Electronic Digital Songs) | 1                  |
| Finlande (Suomen virallinen lista)          | 31                 |
| France (SNEP)                               | 7                  |
| Irlande (Irish Singles Chart)               | 6                  |
| Italie (FIMI)                               | 17                 |
| Norvège (VG-lista)                          | 11                 |
| Nouvelle-Zélande (RMNZ)                     | 13                 |
| Pays-Bas (Nederlandse Top 40)               | 2                  |
| Pays-Bas (Single Top 100)                   | 8                  |
| Portugal (AFP)                              | 13                 |
| Royaume-Uni (UK Singles Chart)              | 2                  |
| Russie (Tophit Radio Top 100)               | 1                  |
| Suède (Sverigetopplistan)                   | 13                 |
| Suisse (Schweizer Hitparade)                | 3                  |

## Historique de sortie
| Territoire  | Date             | Format                            | Label  |
| ----------- | ---------------- | --------------------------------- | ------ |
| Houdini     |                  |                                   |        |
| Monde       | 9 novembre 2023  | - Téléchargement numérique - flux | Warner |
| États-Unis  | 10 novembre 2023 | - Radiodiffusion généraliste      | Warner |
| Europe      | 10 novembre 2023 | - Radiodiffusion généraliste      | Warner |
| Royaume-Uni | 13 novembre 2023 | - CD - cassette                   | Warner |
| Australie   | 29 décembre 2023 | - CD - cassette                   | Warner |
| Europe      | 29 décembre 2023 | - CD - cassette                   | Warner |
| États-Unis  | 23 février 2024  | - CD - cassette                   | Warner |